# Джаннини, Фоско
Фоско Джаннини (итал. Fosco Giannini; род. 24 апреля 1952 года, Сант-Агата-Фельтрия, Италия) — итальянский врач, журналист и политический деятель левого толка. Член Сената Италии XV созыва от региона Калабрия (2006—2008). Главный редактор журнала «Cumpanis» (с 2020 года).

## Биография
Родился 24 апреля 1952 года, получил медицинское образование в Университете Анконы. Работал в отделениях неотложной помощи, костной рентгенологии, нейрорадиологии и ангиопластики больниц Анконы и её пригородов.
Политическую деятельность начал в 1970-е годы, вступив в Итальянскую коммунистическую партию, в которой поддерживал ортодоксальное крыло, близкое к Пьетро Секкья. Сотрудничал с журналом сторонников Секкьи «Интерстампа», в последующим вошёл в его редакцию, издал 4 сборника стихотворений. В конце 80-х годов занимал пост секретаря ИКП в Культурном центре «Антонио Пезенти» в Марке.
Не принял преобразования ИКП в Демократическую партию левых сил, принял участие в создании Партии коммунистического возрождения, в 1993 году возглавил её международный отдел. Активно налаживал контакты ПКВ с коммунистическими партиями Европы.
В 2006 году был избран в Сенат Италии по списку ПКВ от региона Калабрия, вошёл в состав Комиссии по обороне. Выступал против участия Италии в войне в Афганистане. В 2007 году сорвал обсуждение декрета о налогах, выступив с критикой передачи телеканала Tg2 об Октябрьской революции, заявив: «Эта передача — против демократии, против истории и цивилизации! Октябрьская революция была самым великим событием в истории человечества».
В 2011 году вышел из ПКВ и вступил в Партию итальянских коммунистов, возглавив её региональное отделение в Марке. В последующем выступал за объединение итальянских коммунистов в единую партию, вступив сначала в новую Коммунистическую партию Италии, основанную в 2014 году частью активистов ПКВ и ПИК, а затем в воссозданную в 2016 году Итальянскую коммунистическую партию.
С 2020 года — главный редактор левого журнала «Cumpanis».
В 2023 году поддержал вторжение России на Украину в письме, в котором отдельно отмечал «высокий интеллектуальный уровень, политическую грамотность, нравственность и темперамент» «товарища Зюганова».